# 瀬林の漣痕

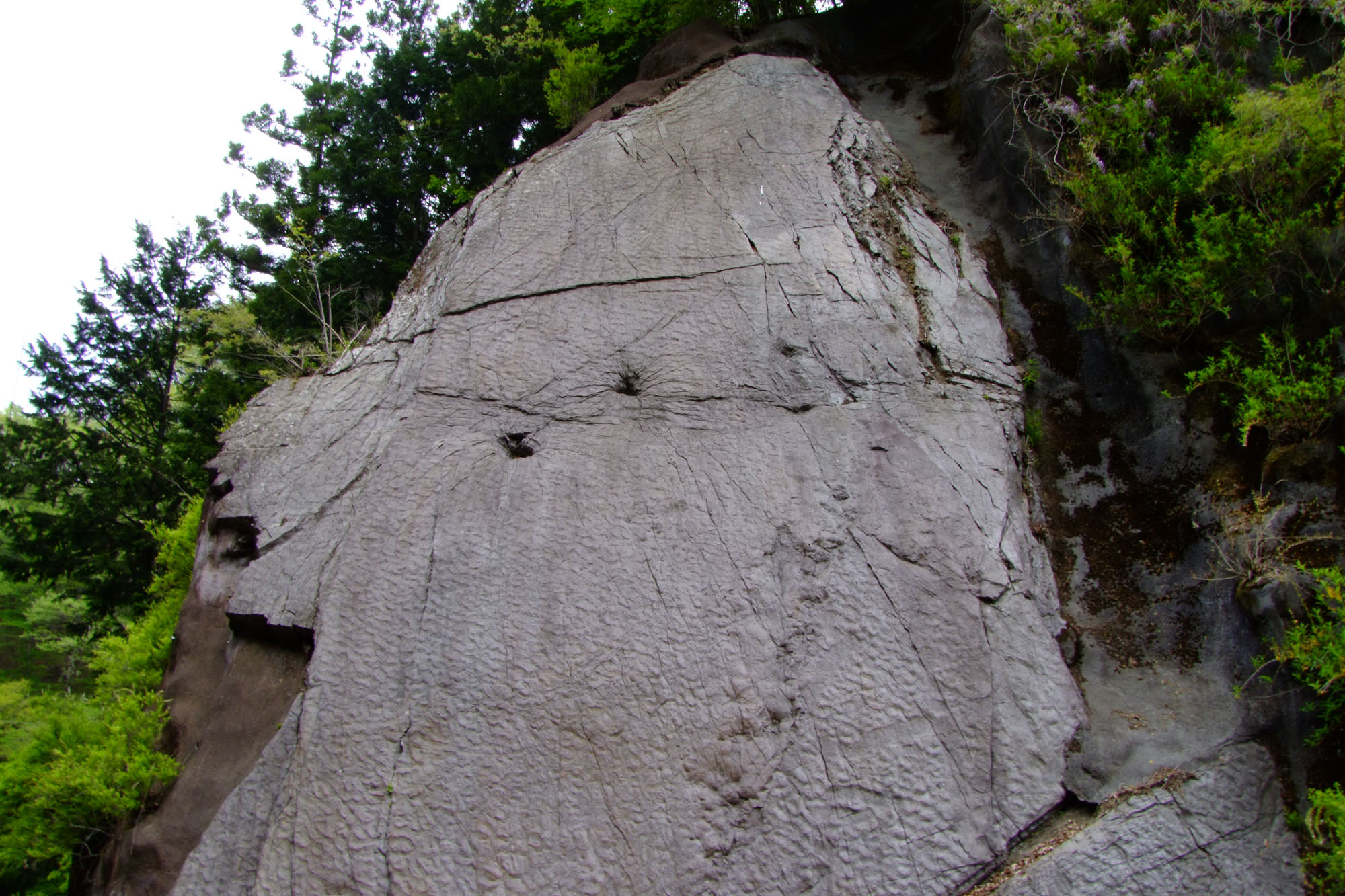
瀬林の漣痕

瀬林の漣痕（せばやしのれんこん）は、群馬県多野郡神流町にある崖である。群馬県指定天然記念物。通称「漣岩（さざなみいわ）」崖の表面に大小50ほどの恐竜の足跡が残されている。

## 概要

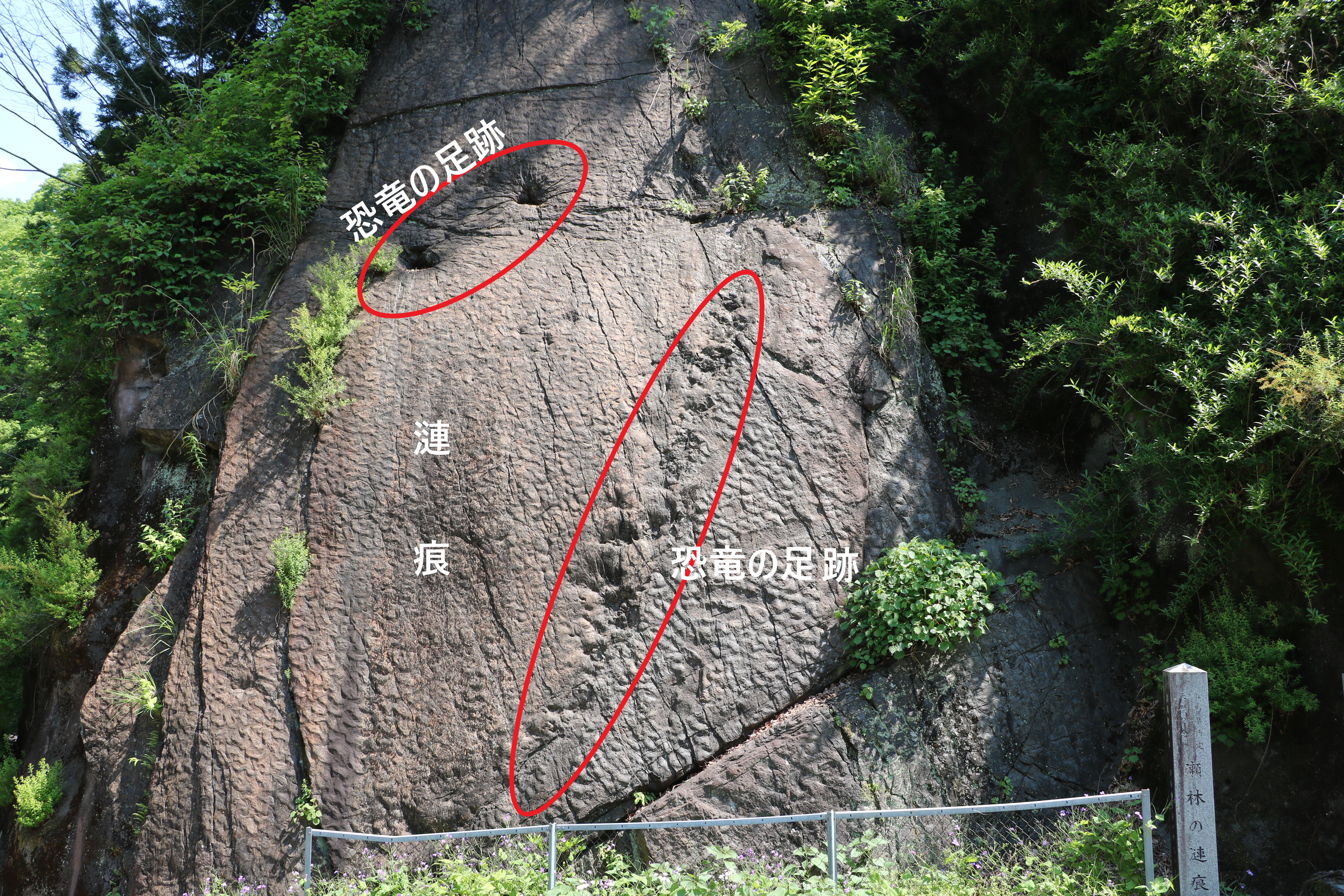
瀬林の漣痕画像に脚注を加えた。2022年5月19日撮影。

漣岩は、国道299号沿い、神流町の国道299号と国道462号の交差点から志賀坂トンネルへ向かう途中の左手に位置する。1953年（昭和28年）の道路工事によって発見された。国道299号は山中地溝帯に沿って走っている。
漣岩を特徴付けているのは、細かい漣のような跡（漣痕）と、何よりその表面に残る恐竜の足跡である。恐竜の足跡は大小2種類確認できる。漣岩は元々は中生代白亜紀の三角州に位置し、水平に砂が堆積した環境である。足跡はその上を恐竜が歩いたために残ったものである。足跡が不明瞭であり、かつ堆積時の水流でかき消されずに残ったのは、足跡が直接つけられたものではなく、砂の上に堆積した泥の上を恐竜が歩き、その重みが砂の層まで押しのけて作られたためである。その後の造山運動により周辺の地層が大きく褶曲し、現在のような急斜面となった。
足跡は大きさ、形、位置などから3種類に大別される。(1)いちばん大きなくぼみがあったもの。体高5メートルほど。時速6キロメートル。大型の二足歩行の肉食獣か。恐竜の足跡でないという説もある。(2)斜めに連なる小さなくぼみ。体高1.7メートル。時速4.8キロメートルで歩いた。小型の獣脚類か。(3)体高1メートル。(2)と同じような小さなくぼみ。時速26キロメートル。跳びはねるように動いたか。
漣岩の近くには駐車場および土産物店、食堂があり、自動車を止めることができる。また、自動音声による解説を聞くことができる。麓の中里地区には神流町恐竜センターがあり、恐竜やその他化石の展示を常時行っている。また、化石の発掘体験イベントなども開かれる。

## 周辺
- 神流町恐竜センター
- 叶山
- 逢瀬の滝
- 九十の滝
- 志賀坂峠
- 諏訪山